# إد الحاج عمر (آيت همان)
إد الحاج عمر هو دُوَّار يقع بجماعة تيغيرت، إقليم سيدي إفني، جهة كلميم واد نون في المملكة المغربية. ينتمي الدوّار لمشيخة آيت همان التي تضم 61 دوار. يقدر عدد سكانه بـ 146 نسمة حسب الإحصاء الرسمي للسكان والسكنى لسنة 2004.

## روابط خارجية
- البوابة الوطنية للجماعات الترابية
- المندوبية السامية للتخطيط